# Werner Wirth (Kommunikationswissenschaftler)
Werner Wirth (* 1959 in München) ist ein deutscher Kommunikationswissenschaftler.

## Leben
1984 begann Wirth das Studium der Kommunikationswissenschaft, Psychologie, Statistik, Politikwissenschaft und Soziologie an der Ludwig-Maximilians-Universität München, welches er 1989 mit dem Magister Artium abschloss. Anschließend arbeitete er als Wissenschaftlicher Mitarbeiter am dortigen Institut für Kommunikationswissenschaft der Universität München, wo er 1994 promoviert wurde. Von 1995 bis 1999 arbeitete er als Wissenschaftlicher Mitarbeiter am Institut für Kommunikations- und Medienwissenschaft der Universität Leipzig und von 1999 bis 2002 am Institut für Journalistik und Kommunikationsforschung der Hochschule für Musik und Theater Hannover. 2002/2003 hatte Wirth eine Professur für Online-Kommunikation und Multimedia am Institut für Kommunikationswissenschaft der Universität München. Seit September 2003 ist er ordentlicher Professor für empirische Kommunikationswissenschaft und Medienforschung am Institut für Publizistikwissenschaft und Medienforschung (IPMZ) der Universität Zürich.

## Schriften
Als Autor:
- Von der Information zum Wissen. Die Rolle der Rezeption für die Entstehung von Wissensunterschieden. Ein Beitrag zur Wissenskluftforschung. Westdeutscher Verlag, Opladen 1997, ISBN 3-531-12944-9 (Dissertation).
- mit Katrin Reichel: Kommunikationsspezialisten für die Schweiz. Eine Studie über die Absolventinnen und Absolventen des Instituts für Publizistikwissenschaft und Medienforschung der Universität Zürich (IPMZ). VDF, Zürich 2011, ISBN 978-3-7281-3335-9.
- mit Andreas Brändle: Wikipedia: Diffusion, Nutzung und Kooperationsmotivation. In: Zeitschrift für Medienpsychologie (2006), 18, S. 76–80. doi:10.1026/1617-6383.18.2.76

Als Herausgeber:
- mit Wolfgang Schweiger: Selektion im Internet. Empirische Analysen zu einem Schlüsselkonzept. Westdeutscher Verlag, Opladen 1999, ISBN 3-531-13326-8.
- mit Edmund Lauf: Inhaltsanalyse. Perspektiven, Probleme, Potentiale. Herbert von Halem Verlag, Köln 2001, ISBN 3-931606-40-6.
- mit Andreas Fahr und Edmund Lauf: Einführung, Problematisierung und Aspekte der Methodenlogik aus kommunikationswissenschaftlicher Perspektive (= Methoden und Forschungslogik der Kommunikationswissenschaft. Band 1). Herbert von Halem Verlag, Köln 2004, ISBN 3-931606-53-8.
- mit Holger Schramm und Volker Gehrau: Unterhaltung durch Medien. Theorie und Messung (= Unterhaltungsforschung. Band 1). Herbert von Halem Verlag, Köln 2006, ISBN 3-938258-08-X.
- mit Andreas Fahr und Edmund Lauf: Forschungslogik und -design in der Kommunikationswissenschaft (= Methoden und Forschungslogik der Kommunikationswissenschaft. Band 2). 2 Bände. Herbert von Halem Verlag, Köln 2004/2004, ISBN 3-931606-53-8, ISBN 3-931606-54-6.
- mit Hans-Jörg Stiehler und Carsten Wünsch: Dynamisch-transaktional denken. Theorie und Empirie der Kommunikationswissenschaft. Herbert von Halem Verlag, Köln 2007, ISBN 978-3-938258-03-3.
- mit Jörg Matthes, Gregor Daschmann und Andreas Fahr: Die Brücke zwischen Theorie und Empirie. Operationalisierung, Messung und Validierung in der Kommunikationswissenschaft (= Methoden und Forschungslogik der Kommunikationswissenschaft. Band 3). Herbert von Halem Verlag, Köln 2008, ISBN 978-3-938258-90-3.
- mit Katharina Sommer, Martin Wettstein und Jörg Matthes: Automatisierung in der Inhaltsanalyse (= Methoden und Forschungslogik der Kommunikationswissenschaft. Band 11). Herbert von Halem Verlag, Köln 2014, ISBN 978-3-86962-145-6.
- mit Katharina Sommer, Martin Wettstein und Jörg Matthes: Qualitätskriterien in der Inhaltsanalyse. Herbert von Halen Verlag, Köln 2015, ISBN 978-3-86962-150-0.